# USS Samuel B. Roberts (DE-413)
O USS Samuel B. Roberts foi um contratorpedeiro de escolta operado pela Marinha dos Estados Unidos e a quadragésima quinta embarcação da Classe John C. Butler. Sua construção começou em dezembro de 1943 nos estaleiros da Brown Shipbuilding e foi lançado ao mar em janeiro de 1944, sendo comissionado na frota em abril. Era armado com uma bateria principal de dois canhões de 127 milímetros e três tubos de torpedo de 533 milímetros, tinha um deslocamento de 1,7 mil toneladas e conseguia alcançar uma velocidade máxima de 24 nós.
O Samuel B. Roberts entrou em serviço no meio da Segunda Guerra Mundial e, logo depois de seu cruzeiro de teste, juntou-se à Frota do Pacífico dos Estados Unidos para ações na Guerra do Pacífico. Seus primeiros deveres no confronto foi escoltar comboios entre Enewetak e Havaí, em seguida juntando-se ao Grupo de Tarefas 77.4.3 e participando da Invasão das Filipinas. O navio acabou envolvendo-se em 25 de outubro na Batalha de Samar, o confronto central da Batalha do Golfo de Leyte, quando foi afundado depois de ser alvejado pelo couraçado japonês Kongō.